# Otto von Münchhausen
Otto von Münchhausen (11 de junio de 1716- 13 de julio de 1774, Kalenberg) fue un botánico alemán. Estudió en la Universidad de Gotinga, y más tarde en Landdrost de Stemberg en Harburg. Llega a ser Decano de la de Gotinga.
En Schwöbber, crea un parque botánico de ocho ha, de acuerdo al estilo inglés. Es considerado uno de los primeros de su tipo en Europa continental.
Publica una monumental obra  Der Hausvater  (La casa del padre), de 6 vols., que había escrito entre 1764 a 1773, muy abundante en citas y en aforismos, en referencia a la agricultura.
Mantuvo correspondencia técnica con Carlos Linneo (1707-1778).

## Honores

### Eponimia
Género
- (Lythraceae) Munchausia L.[1]

- La abreviatura «Münchh.» se emplea para indicar a Otto von Münchhausen como autoridad en la descripción y clasificación científica de los vegetales.[2]